# فرانز هيك
فرانز هيك (بالفرنسية: Franz Heck)‏ هو دراج لوكسمبورغي، ولد في 6 فبراير 1899 في Gilsdorf ‏ في لوكسمبورغ، وتوفي في 8 يناير 1977 في كان في فرنسا.

## وصلات خارجية
- فرانز هيك على موقع أرشيف الدراجات (الإنجليزية)
- فرانز هيك على موقع إحصائيات الدراجات الإحترافية (الإنجليزية)